# Sántha Kálmán
Sántha Kálmán (Nagybecskerek, 1903. július 12. – Budapest, 1956. december 12.) Kossuth-díjas magyar orvos, egyetemi tanár, az MTA rendes tagja.

## Életútja
Sántha Ernő (1874–1939) miniszteri tanácsos és Zaka Róza Hedvig (1877–1958) fiaként született. A budapesti Pázmány Péter Tudományegyetemen 1929. május 25-én avatták orvosdoktorrá. Már medikusként Schaffer Károly professzor mellett dolgozott az Elme- és Ideggyógyászati Klinikán, ahová 1927. március 1-jén díjtalan gyakornoki kinevezést nyert. 1932-ben Schaffer az agyszövettani osztály vezetésével bízta meg. Sántha első kutatásai Schaffer témáihoz csatlakoztak. Korai publikációi egyik részében az extrapyramidum szerepét vizsgálta bizonyos mozgási és koordinációs zavarokban, másik részében ritka heredodegenerativ idegbetegségek kórszövettanához szolgáltatott új adatokat. Már ezekkel az első publikációival nemzetközi elismerést vívott ki, kivételes metodikai precizitása és átfogó modern neurológiai szemlélete miatt. A szűkebb szakmán túli megbecsülés jele, hogy 1933-ban a Bergmann–Staehelin-féle belgyógyászati kézikönyv új kiadásának szerkesztősége őt kérte fel a congenitális és az öröklődő idegbetegségeket tárgyaló rész jó néhány fejezetének a megírására. 1936 októberétől 1937 novemberéig Rockefeller-ösztöndíjasként W. G. Penfield intézetében dolgozhatott a montréali McGill Egyetemen. Itt egy fizikussal, A. Ciprianival a véráramlás mérésén alapuló érzékeny termikus módszert dolgozott ki a különböző agyterületek működési intenzitásának vizsgálatára. Ezzel a módszerrel bizonyos agykérgi területek s kéreg alatti magvak közötti fontos összefüggéseket tárt fel, s az epilepsziakutatás új fázisát indította el. Kísérletével párhuzamosan, Penfield afáziakutatásaihoz kapcsolódva, még Montrealban elkezdte vizsgálni az ún. „keresztezett afázia” jelenségét. Ezek a – rengeteg munkát és ötletet sűrítő – kutatások végigkísérték további pályáján. Kutatásai mélyen bevilágítanak a beszéd ép és kóros mechanizmusaiba, s a két félteke különbségének – napjainkra erősen az érdeklődés előterébe került – problematikájába.
Montréalból való hazatérése után a debreceni Tisza István Tudományegyetemre nevezték ki tanársegédnek; 1938-ban, Somogyi István halála után ő vette át a klinika vezetését. 1939-ben nevezték ki nyilvános rendkívüli tanárrá. Tehetségével és munkabírásával néhány esztendő alatt a gyógyítás, az oktatás és a kutatás mesterien kiegyensúlyozott ötvözetét teremtette meg a klinikán. A gyógyításban mindenekelőtt meghonosította a radikális modern idegsebészeti eljárásokat, s önálló idegsebészeti osztályt rendezett be a klinikáján. A debreceni Idegklinikát az ország neurológiai központjává fejlesztette. 1944-ben átevette a klinikatelep orvosi, üzemi és egyéb dolgainak intézését. Számos vezető nélkül maradt intézetben átmenetileg vállalta a felügyelőtanár szerepét. Oktatóként – mintaszerű egyetemi előadásain és tankönyvein túl – személyesen és szervezetten foglalkozott fiatal munkatársaival. Máig a honi neurológia és pszichiátria élvonalában dolgozó népes iskolát teremtett.
A háború nehéz hónapjaiban Sántha helytállása és bátorsága mentette meg a klinikatelepet a kifosztástól. A háború után az Orvosi Kar dékánjaként ő szervezte meg a gyógyítás és az oktatás meglepően gyors újraindulását. 1944 decemberében az Ideiglenes Nemzetgyűlés alelnökévé választották, s később az újjáalakuló Akadémia az elsők között hívta meg tagjai sorába. 1949-ben Kossuth-díjat kapott. A pénzt teljes egészében az idegsebészeti műtő felszerelésére fordította. A „fordulat éve” után a rohamosan romló politikai légkörben nem rejtette véka alá rosszallását, az úgynevezett „honvédelmi oktatás” egyetemi bevezetése ellen pedig hivatalosan is tiltakozott. 1951-ben megfosztották akadémiai tagságától, majd tanszékét is elvették, s főorvosként beosztották a balassagyarmati kórház elmeosztályára. Itt is hamarosan legendás hírű gyógyító műhelyt teremtett, s később még afáziakutatásait is sikerült összegeznie. 1956-ban visszanyerte akadémiai tagságát és tanszékét, de későn érkezett a rehabilitáció: évek óta súlyos beteg volt már, s 1956. december 12-én meghalt. Egyszerű sírját a debreceni köztemetőben méltán jelölik Horatius sorai: „Si fractus illabatur orbis, impavidum ferient ruinae” (Ha összeomlik is a világ, ő rendületlenül áll majd romjain).
1990-ben posztumusz Széchenyi-díjat kapott nemzetközileg kiemelkedő tudományos és gyógyító munkásságáért, a demokratikus Magyarország megteremtéséért vállalt áldozatos tevékenységéért.
Nevét viseli a Debreceni Egyetem Sántha Kálmán Szakkollégiuma, mely 1987-ben indult néhány lelkes ifjú szervezésében, Kertai Pál professzor úr inspirációja alapján, ezzel tisztelegve a Debreceni Egyetem híres ideggyógyász professzorának és dékánjának.
1989-ben róla elnevezett alapítványt hoztak létre az agyi keringés és metabolizmus kutatásának elősegítésére, méltó emléket állítva Sántha Kálmánnak emberi és szakmai vonatkozásban egyaránt.